# 싸비노
싸비노(Sabinus, 본명: 정승준)는 대한민국의 일러스트레이터이자 애니메이션 콘셉트 디자이너이다. 디지털 페인팅을 활용하여 일상의 풍경을 독창적인 색감과 감성으로 표현하는 작품을 선보이며, 감상자들에게 따뜻한 정서와 향수를 불러일으키는 그림을 그린다. 싸비노는 애니메이션과 게임 업계에서 활동하며 다양한 프로젝트를 경험한 후, 개인 작업에 집중하며 작가로서의 독자적인 영역을 구축해왔다.

## 생애 및 경력
정승준은 어릴 때부터 그림에 대한 관심이 높았으며, 애니메이션과 게임 일러스트레이션에 깊은 흥미를 보였다. 대학에서 관련 전공을 이수한 후, 애니메이션 회사에서 콘셉트 아티스트 및 일러스트레이터로 경력을 쌓았다. 그는 여러 애니메이션 및 일러스트 프로젝트에 참여하며 실력을 키웠으며, 이후 독창적인 스타일을 개발하여 개인 작가로서 활동하기 시작했다. '싸비노'라는 예명은 천주교 세례명으로 그가 자유롭게 창작 활동을 할 수 있는 아이덴티티를 상징하며, 그의 작품 세계를 대표하는 이름이 되었다.
현재 싸비노는 프리랜서 일러스트레이터 및 콘셉트 디자이너로 활동하며 다양한 프로젝트에 참여하고 있다. 그는 개인 전시를 열고, 출판물 및 브랜드와 협업하며, 애니메이션 및 기업아트 콜라보 제작에도 힘쓰고 있다. 또한, SNS와 웹사이트를 통해 자신의 작품을 꾸준히 공개하며 대중과 소통하고 있다.

## 작품 세계
싸비노의 작품은 일상의 익숙한 풍경과 사물을 새로운 시각에서 재해석하는 것이 특징이다. 그의 그림은 감성적이고 따뜻한 색감을 기반으로 하며, 부드러운 필치와 세밀한 디테일을 통해 감상자들에게 편안한 인상을 준다. 또한, 특정한 이야기나 장면을 담기보다는 관람자들이 각자의 경험과 감정에 따라 해석할 수 있도록 열린 구성을 지향한다. 그는 디지털 페인팅 기법을 주로 사용하면서도 회화적인 느낌을 살린 작품을 제작하여 아날로그적인 감성을 유지하려고 노력한다.
싸비노의 그림에서는 과거와 현재가 공존하는 듯한 독특한 분위기가 느껴지며, 현실과 환상이 조화롭게 섞여 있는 것이 특징이다. 그의 작품들은 종종 영화적 구도를 활용하여 감상자가 하나의 장면 속으로 몰입할 수 있도록 유도하며, 조명과 색상의 대비를 활용하여 극적인 분위기를 연출하기도 한다.

## 주요 활동

### 개인 및 단체 전시 참여
2024
- [단체전] '성수동, 무브모브카페', Breaktime.
- [단체전] '광주, 신세계갤러리', Youth of Summer
- [개인전] '평창동, 삼세영갤러리',머물다
- [개인전] '제주, 폴갤러리',Fall in jeju
- [단체전] '망원동, 헤럴드옥션',Spring Taste Lab
2023
- [단체전] '광주, 신세계갤러리' 겨울의 온기
- [단체전] '어반브레이크','박태준만화회사' 서울 코엑스
- [개인전] '아레피' 충남 갤러리카페
- [개인전] '히피한남갤러리','일상,그 곳' 서울 한남동
- [단체전] '갤러리인사아트','20인의여행가' 서울 인사동
- [단체전] '갤러리안단테','삶과 그림의 공존' 북한강 스타벅스
2022
- [단체전] '송파,현대시티몰 가든파이브'2인
- [개인전] '광주,한평갤러리','Dive in color'
- [단체전] '성수동, CCC데어바타테'디스플레이
- [단체전] '압구정, 박태준만화회사,외모지상주의전 - [단체전] '성수동, 빈칸 아트페어'
- [단체전] '111CM,수원문화재단','특색:타인의 영역'
2020
- [단체전] '나인앤드 팩토리'
- [단체전] '서울상상산업 신예발굴 프로젝트'서울시주관

### 일러스트레이션 프로젝트 진행
2024
- [올리브영] 디플롯 컨셉 일러스트 / 제작
- [즈윌링] 4주년 기념 일러스트 / 제작
- [제주항공] 키비주얼 / 제작
- [빙그레] 캘린더 / 제작
- [퍼시스] 키비주얼 / 제작
- [광주 신세계] 광장 홍보용 일러스트 / 제작
- [동아출판] 표지 일러스트 / 제작
- [삼성카드] 키비주얼 / 제작
- [비상교육] 표지 일러스트 / 제작
- [네이버코드] 키비주얼 / 제작
- [SPC,커피앳웍]10주년 기념 일러스트 / 제작
2023
- [발렌타인] 패키지 일러스트 / 제작
- [쉐이크쉑] ifc몰 호딩보드 일러스트 / 제작
- [인스파이어 리조트] 홍보용 일러스트 / 제작
- [네이버] 네이버코드 키비주얼 / 제작
- [하이지음스튜디오] 무대영상 / 제작
- [쏘카] 딩벳폰트 메인일러스트 / 제작
- [한국전력] 빛으로 여는 세상 사외보 표지 / 제작 - [퍼시스] 메인일러스트 / 제작
- [밀리의 서재] 콘텐츠 협업, 모션영상 / 제작
2022
- [한국전력] 빛으로 여는세상 사외보 표지 / 제작
- [GMC] 픽업시에라 홍보일러스트 / 제작
- [퍼시스] 홍보용 메인 일러스트 / 제작
- [한국에너지기술원] 매거진 표지 / 제작
- [아주스틸] 김천공장외벽 일러스트 / 제작
- [인천인더로컬] 홍보포스터 / 제작
- [네이버 웨일] 배경테마 / 제작
- [서울국민체육진흥공단] 체력100 옥외광고 / 제작
- [서울디자인문화재단] DDPx싸비노 콜라보 / 상품제작
- [울산문화재단] 울산에이팜 / 포스터 제작